# Tramlijn 26 (Antwerpen)
De Antwerpse tramlijn 26 is twee keer gebruikt voor speciale evenementen: de Wereldtentoonstelling van 1930 en een wedstrijd België-Nederland op de Bosuil in 1937. Daarna nog enkele keren als feesttram in de nieuwjaarsnacht.

## Geschiedenis
In 1930 werden heel wat nieuwe tramlijnen ingericht om bezoekers naar het terrein van de Wereldtentoonstelling te krijgen. Een ervan was lijn 26, die het traject van tramlijn 2 bereed van het Centraal Station tot de hoofdingang van de Wereldtentoonstelling op de Jan Van Rijswijcklaan ter hoogte van het kruispunt met de Bosmanslei/Desguinlei (via de Pelikaanstraat e.v., Belgiëlei, Koning Albertpark, Jan Van Rijswijcklaan.
In 1937 werd, enkel voor de interland België-Nederland, een tramlijn 26 voorzien die van de Victorieplaats naar het Bosuilstadion reed in een lusvorm. Heen ging de rit via de Gemeentestraat - Koningin Astridplein - Carnotstraat - Turnhoutsebaan (via tramlijn 10) - Leeuwlantstraat, terug via de Ter Heydelaan - Confortalei - De Berlaimontstraat - De Gryspeerstraat - Te Couwelaarlei - Ten Eekhovelei - Schijnpoortweg - Halenstraat - Van Kerckhovenstraat - Dambruggestraat - Sint-Gummarusstraat - Sint-Jansplein - Vondelstraat - Italiëlei - Victorieplaats (grotendeels via tramlijn 12). Hoewel deze dienst slechts één dag heeft bestaan, werd er in de Dambruggestraat/Sint-Gummarusstraat wel een nieuw spoor voor aangelegd.
Op de nieuwjaarsnacht van 31 december 2013 op 1 januari 2014 reed er enkel die nacht elk halfuur een feesttram het traject van tramlijn 2 van Hoboken naar de Antwerpse premetro en dan vanaf de premetro verder het traject van tramlijn 6 naar Metropolis. Er werd beslist dit in de nacht van 31 december 2015 op 1 januari 2016 als Feesttram 26 (2 + 6) te herhalen. In de nacht van 31 december 2016 op 1 januari 2017 werd dit herhaald maar als keerlus het tramdepot PaL omdat de keerlus van Kinepolis, voorheen Metropolis was opgebroken en tevens werd deze nieuwjaarstram in de nacht van 31 december 2017 op 1 januari 2018 herhaald maar nu tot de eindhalte P+R Luchtbal van tramlijn 6.

## Buslijn 26
Later kreeg het Antwerpse stadsnet een buslijn 26, maar die heeft niets te maken met de tramlijn met dezelfde nummer.